# Медиастинит
Медиастинит — воспаление средостения. Различают острый и хронический медиастинит.
Острый медиастинит обычно бактериальной природы и развивается в связи с повреждением органов средостения. Инфекционный процесс в этом случае развивается быстро, что делает острый медиастинит жизнеугрожающим состоянием. Хронический (склерозирующий, фиброзирующий) медиастинит, потенциально серьёзное состояние, обусловлен медленно протекающим воспалением средостения, приводящим к разрастанию коллагена и фиброзной ткани вокруг сосудов и дыхательных путей. Причины, лечение и прогноз острого и хронического медиастинита различны.

## Этиология и лечение

### Острый медиастинит
До развития современной сердечно-сосудистой хирургии случаи острого медиастинита были обусловлены перфорацией пищевода либо контактным распространением одонтогенной или ретрофарингеальной инфекции. Однако в современной медицине большинство случаев острого медиастинита являются осложнениями сердечно-сосудистых или эндоскопических хирургических процедур.
Для лечения обычно применяется агрессивная внутривенная антибактериальная терапия и гидратация. В случае абсцедирования или значительного распространения инфекции может быть показано дренирование или хирургическая санация средостения.

### Хронический медиастинит
Хронический медиастинит обычно диагностируется радиологически и проявляется диффузным фиброзом мягких тканей средостения. Иногда это состояние развивается вследствие предшествующего гранулёматозного заболевания, наиболее часто — гистоплазмоза. Также хронический медиастинит может развиваться после перенесённого туберкулёза или лучевой терапии. Фиброзирующий медиастинит наиболее часто осложняется сдавлением сосудов или дыхательных путей средостения, что может проявляться синдромом верхней полой вены или отёком лёгких вследствие сдавления лёгочных вен.
Эффект от лечения хронического медиастинита сомнителен, для терапии обычно применяются стероиды или хирургическая декомпрессия компримированных сосудов.